# Tama, Tokyo
Tama (多摩市 (Đa Ma thị) Tama-shi) là một khu đô thị kiểu thành phố, thuộc ngoại ô Tokyo, Nhật Bản.

## Lịch sử
Tama là khu đô thị được thành lập ngày 1 tháng 4 năm 1889 là "làng Tama" rồi trở thành quận Minamitama từ sự sáp nhập của 10 làng Minh Trị. Vào ngày 1 tháng 4 năm 1964, làng Tama đã được tái cơ cấu để trở thành thành phố Tama.

## Đô thị giáp ranh
1. Đông - Inagi, Tokyo
2. Bắc - Fuchū, Tokyo
3. Tây - Hino, Tokyo, Hachiōji, Tokyo
4. Nam - Machida, Tokyo
5. Đông Nam - Kawasaki, (Kanagawa)

## Các tổ chức
- Đại học Keisen
- Đại học Tama
- Đại học Kokushikan khu trường Tama
- Đại học Teikyo khu trường Hachioji
- Viện hàn lâm nông dân quốc gia Lưu trữ ngày 8 tháng 2 năm 2008 tại Wayback Machine

## Liên kết ngoài

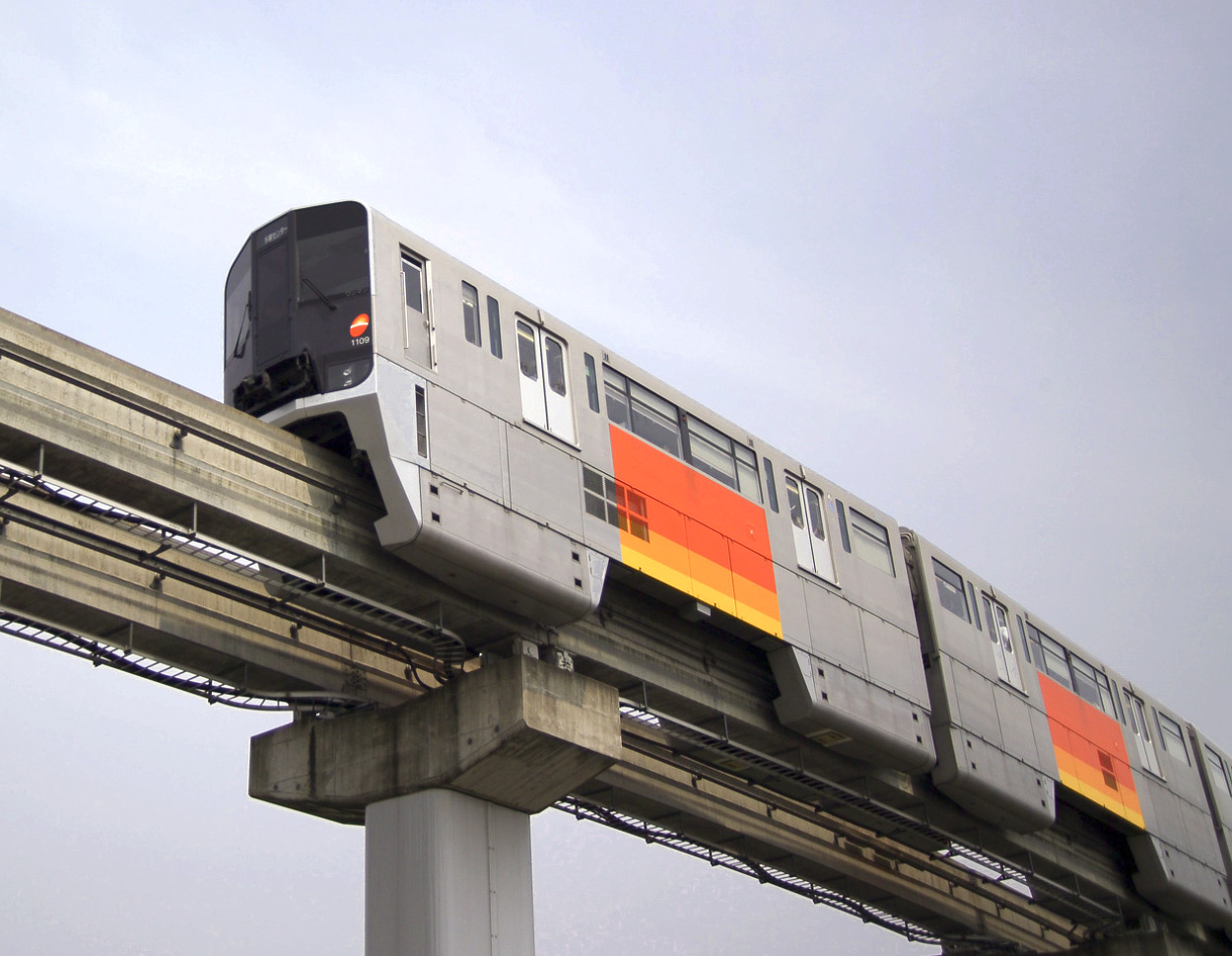
Tàu hỏa Tama Toshi Monorail

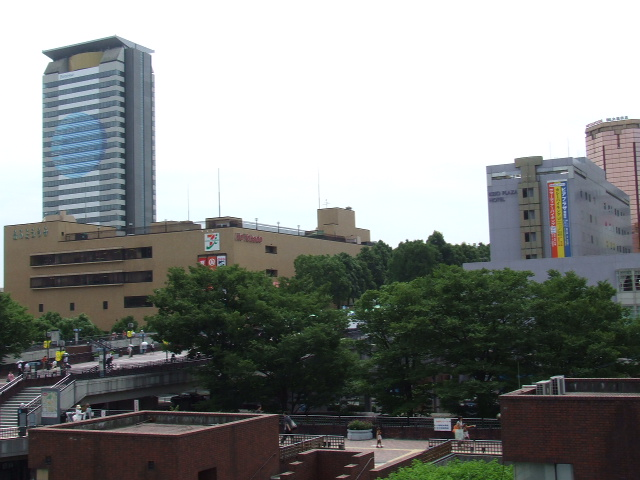
Trung tâm Tama, thành phố Trung tâm